# Vladimirea amseli
Vladimirea amseli är en fjärilsart som beskrevs av Povolny 1967. Vladimirea amseli ingår i släktet Vladimirea och familjen stävmalar. Inga underarter finns listade i Catalogue of Life.